# 田村俊子賞
田村俊子賞（たむらとしこしょう）は、田村俊子の死後に発生した印税を基に設立された文学賞
。女流作家の優れた作品に贈られる。「田村俊子会」が主催。第17回で終了した。俊子の友人だった湯浅芳子が中心となって設立し、俊子に夫を寝とられた佐多稲子も選考委員を務めた。その様子は瀬戸内寂聴『孤高の人』に詳しい。授賞式は、毎年、俊子の命日にあたる4月16日に、墓のある北鎌倉の東慶寺にて行われた。

## 受賞者
- 第1回（1961年）- 瀬戸内晴美『田村俊子』
- 第2回（1962年）- 森茉莉『恋人たちの森』
- 第3回（1963年）- 倉橋由美子 ― 業績に対して
- 第4回（1964年）- 竹西寛子『往還の記』
- 第5回（1965年）- 阿部光子「遅い目覚めながらも」「神学校一年生」 /秋元松代『常陸坊海尊』
- 第6回（1966年）- 萩原葉子『天上の花　三好達治・抄』
- 第7回（1967年）- 中村きい子『女と刀』
- 第8回（1968年）- 松田解子『おりん口伝』 /吉行理恵『夢のなかで』
- 第9回（1969年）- 福田須磨子『われなお生きてあり』
- 第10回（1970年）- 三枝和子『処刑が行われている』 /松原一枝『お前よ美しくあれと声がする』
- 第11回（1971年）- 江夏美好『下々の女』 /本多房子 ― 婦人民主新聞記者としての活動に対して
- 第12回（1972年）- 広津桃子『春の音』 /江刺昭子『草饐―評伝・大田洋子』 /石垣りん『石垣りん詩集』
- 第13回（1973年）- 高橋たか子『空の果てまで』
- 第14回（1974年）- 富岡多恵子『植物祭』
- 第15回（1975年）- 吉野せい『洟をたらした神』 /島尾ミホ『海辺の生と死』
- 第16回（1976年）- 津島佑子『葎の母』 /一の瀬綾『黄の花』
- 第17回（1977年）- 木々康子『蒼龍の系譜』 /武田百合子『富士日記』

## 選考委員
- 湯浅芳子、佐多稲子、高見順（-65）、草野心平、立野信之（-71）、武田泰淳（-76）、瀬戸内晴美